# ستيوارت روميو
ستيوارت روميو (بالإنجليزية: Stewart Rome)‏ هو ممثل بريطاني (وحمل سابقاً جنسية المملكة المتحدة لبريطانيا العظمى وأيرلندا)، ولد في 30 يناير 1886 في المملكة المتحدة، وتوفي بنفس المكان في 26 فبراير 1965.

## وصلات خارجية
- ستيوارت روميو على موقع IMDb (الإنجليزية)
- ستيوارت روميو على موقع ألو سيني (الفرنسية)
- ستيوارت روميو على موقع أول موفي (الإنجليزية)
- ستيوارت روميو على موقع قاعدة بيانات الأفلام السويدية (السويدية)
- ستيوارت روميو على موقع قاعدة بيانات الفيلم (الإنجليزية)
- ستيوارت روميو على موقع كينوبويسك (الروسية)